# Phân loại cá

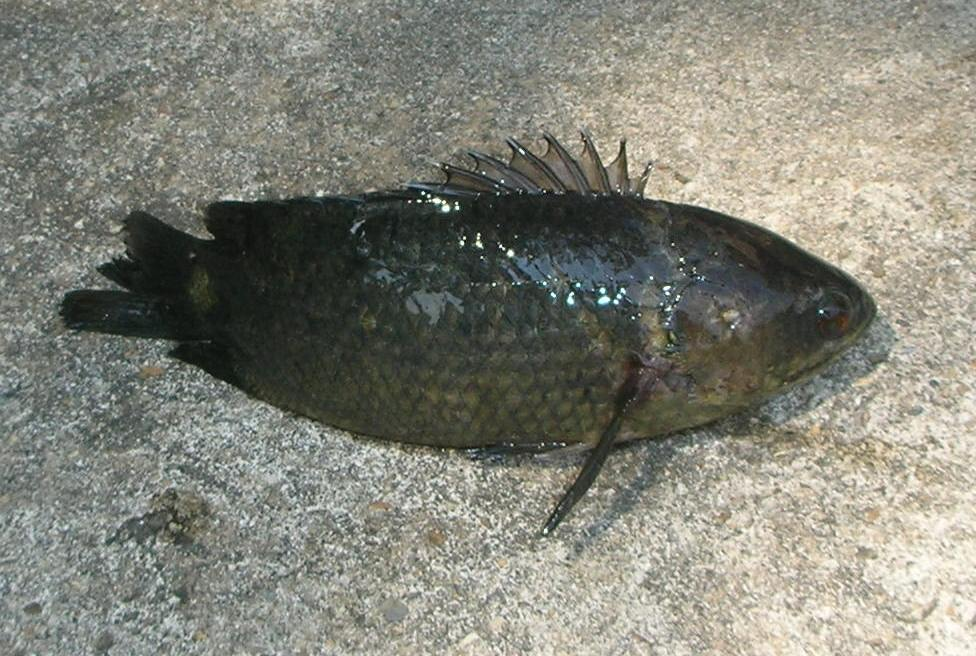
Cá rô đồng (Anabas testudineus), là loài thuộc chi Anabas, trong họ Anabantidae, thuộc bộ Perciformes, trong lớp Actinopterygii

Hệ thống phân loại cá là một hệ thống gồm các cấp phân loại từ thấp đến cao để phân loại các loài cá, ở các hệ thống phân loại cá hiện nay, ngoài các cấp phân loại chính, còn có thể gặp các cấp phân loại phụ. 

## Tên gọi
- Tên địa phương: Là tên do ngư dân hay người dân địa phương ở một xã, một tỉnh, một vùng hay một nước dùng để gọi một loài cá nào đó. Ví dụ: Cá sặc rằn còn được gọi là cá sặc bổi, cá lò tho. Hay cá lóc còn được gọi là cá tràu, cá quả.
- Tên khoa học (Danh pháp khoa học): Tên khoa học của một loài cá (hay một loài sinh vật khác) gồm 2 từ la tinh-từ trước chỉ giống và viết hoa ở mẫu tự đầu tiên, từ sau chỉ loài. Ví dụ: Tên khoa học của cá ba sa là Pangasius bocourti
- Tên đồng vật: Là hai hay nhiều tên khoa học của cùng một loài cá. Ví dụ: Cá sặc bướm có hai tên đồng vật như sau: Labrus trichopterus Pallas, 1770. Trichogaster trichopterus (Pallas), 1770.

## Theo đặc điểm
- Đặc điểm đếm
  - Đếm tia vây của các vây như:
    - Vây lưng (Ký hiệu là D: Dorsal fin)
    - Vây hậu môn (Ký hiệu là A: Anal fin)
    - Vây ngực (Ký hiệu là P: Pectoral fin)
    - Vây bụng (Ký hiệu là V: Ventral fin)

  - Đếm vẩy:
    - Vẩy đường bên: Đếm tất cả những vẩy có ống cảm giác từ sau lỗ mang đến gốc của các tia vây đuôi.
    - Vẩy trên đường bên: Đếm những vẩy thuộc hàng vẩy nằm ở bên trên của đường bên.
    - Vẩy dưới đường bên: Đếm những vẩy thuộc hàng vẩy nằm ở bên dưới của đường bên.
    - Vẩy quanh cuống đuôi: Đếm những vẩy quanh phần cuống đuôi..
- Đặc điểm đo
  - Đo chiều dài: Đo các chỉ tiêu thuộc về chiều dài như: Chiều dài toàn thân, chiều dài chuẩn, chiều dài đầu, chiều dài mõm, chiều dài cuống đuôi, chiềi dài gốc vi, chiều dài tia vi.
  - Đo chiều cao: Đo các chỉ tiêu thuộc về chiều cao và khoảng cách như: Chiều cao thân, chiều cao đầu qua giữa mắt, chiều cao đầu qua bờ trước và bờ sau của mắt, chiều cao cuống đuôi, đường kính mắt, khoảng cách giữa hai mắt.
- Quan sát
  - Quan sát hình dạng toàn thân và hình dạng của các cơ quan trên cơ thể cá
  - Quan sát màu sắc toàn thân và màu sắc của các cơ quan trên cơ thể cá.

## Theo hình thái
Những chỉ tiêu hình thái thường được dùng trong phân loại cá:
- Chiều dài tổng cộng
- Chiều dài phoọc (fort)
- Chiều dài không có vi đuôi
- Chiều dài đầ
- Đường kính mắt
- Chiều dài đầu sau mắt
- Chiều dài gốc vi lưng 2
- Chiều dài cuống đuôi
- Chiều cao thân
- Chiều cao cuống đuôi